# ثورون
ثورون (بالفرنسية: Thouron)‏ هي بلدية في مقاطعة فيين العليا في منطقة أقطانية الجديدة غرب وسط فرنسا.